# 洪承龍
洪承龍，字彦飞，號純璞，福建南安人，徙居晉江，清朝政治人物。

## 生平
康熙三年（1664年），登甲辰科进士，授浦江縣知縣，后升任桂陽知州、戶部員外郎、工部郎中，洁己奉职。不久出官肃州参议。年七十请疾归。数年，又以河工召，卒于乐城。